# 數碼資料
數碼資料又稱數碼資料、數字數據，通常指一個數位系統，其使用離散的（即不連續形式的）代碼符號（如：0或1）表示信息，用以輸入，處理，傳輸、貯存等。相對的非數碼（模拟信号）系統使用一個個連續的範圍代表信息。雖然數碼的表示方法是不連續形式的，但其代表的信息可以是離散的（例如數字、字母等），或者連續的（例如聲音、圖像、影像和其它測量等）。
數碼表示法通常用於計算機科學和電子學，特別是大自然的信息，例如聲音和光被轉換成二進制數字形式，以表示數位式音訊和數字照片。運載數據的訊號是電子或光學脈衝，以每個振幅代表一邏輯1（有脈衝及/或高）或一邏輯0（無脈衝及/或低）。